# Jean-Joseph Girouard
Jean-Joseph Girouard, né le 13 novembre 1794 à Québec et mort le 18 septembre 1855 à Saint-Benoît, est un notaire et un député associé au Parti patriote à la Chambre d'assemblée du Bas-Canada.

## Biographie

### Jeunesse
Jean-Joseph Girouard est né à Québec en 1794. Il est fils de Joseph Girouard et Marie-Anne Baillargé. Le 8 septembre 1800, à seulement 5 ans, Jean-Joseph Girouard perd son père qui meurt par noyade. Entre les âges de 6 ans et de 10 ans, avec sa famille, il habite dans la maison de Jean Baillargé. En 1885, Baillargé meurt également. Jean-Baptiste Gatien, curé de Sainte-Famille, à l’île d’Orléans, offre alors à la mère de Girouard d'être la gouvernante de son presbytère et de venir le rejoindre avec ses enfants à Sainte-Famille, ce qu'elle accepte. Le curé assure dès lors la vie matérielle de la veuve et de ses enfants, et prend en charge l'éducation du jeune Jean-Joseph. En 1806, Gatien se rend desservir la paroisse Sainte-Anne, à Sainte-Anne-des-Plaines. La famille Girouard le suit, et fait de même en 1811, lorsque Gatien est nommé cette fois curé de Saint-Eustache. Pendant cette période, Girouard s'initie au dessin, à la sculpture et à l'architecture auprès de son cousin Thomas Baillairgé.
À partir de 1811, il fait l'apprentissage du notariat à Montréal, puis à Saint-Eustache. Au début de la guerre anglo-américaine de 1812, Girouard sert dans un corps de volontaires à Lachine. En novembre 1812, ayant atteint l’âge exigé pour être enrôlé, il sert à Montréal en tant qu'adjudant dans le bataillon de milice de Lavaltrie, sous le commandement du lieutenant-colonel Joseph-Édouard Faribault. Il reçoit sa commission de notaire en juin 1816 et, dès le mois suivant, ouvre son bureau à Saint-Benoît, dans la demeure du marchand et futur chef patriote Jean-Baptiste Dumouchel. Le 23 novembre 1818, il épouse Marie-Louise Félix.

### Engagement politique
À l’automne de 1821, le gouverneur George Ramsay nomme Girouard capitaine dans le bataillon de milice de Rivière-du-Chêne. Pendant la campagne électorale de l'été 1827, aux côtés de Jean-Olivier Chénier, Girouard parcourt la circonscription d'York avec le candidat du Parti patriote, Jacques Labrie. En juillet 1827, plusieurs partisans patriotes, tels que Dumouchel, Labrie et Joseph-Amable Berthelot, trois amis de Girouard, sont destitués de leurs charges d’officiers de milice pour leur participation aux assemblées électorales. En guise de protestation, en janvier 1828, Girouard remet sa commission de capitaine de milice au gouverneur.

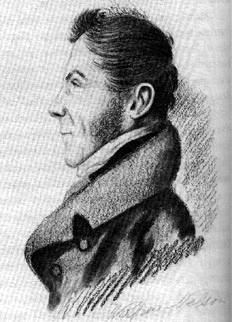
Croquis de Wolfred Nelson dessiné par Girouard en 1838.

Girouard est élu député du comté de Deux-Montagnes en 1831, et réélu en 1834. À ce titre, il parraine la loi scolaire du 21 mars 1836 prévoyant la création d'écoles normales au Bas-Canada. En 1837, Girouard participe à plusieurs des assemblées patriotes tenues à travers le Bas-Canada: à Sainte-Scholastique, à Saint-Thomas-de-Montmagny, à la Malbaie, et à Saint-Charles, pour l'Assemblée des six-comtés. Lorsqu'éclate la Rébellion des Patriotes, il est considéré par les autorités britanniques comme « modéré mais dangereux », et comme l'un des chefs du mouvement rebelle de la région du lac des Deux-Montagnes, avec Chénier et Luc-Hyacinthe Masson. Un mandat d'arrestation est donc émis contre lui le 1er décembre 1837. Lorsque les troupes de John Colborne se dirigent vers Saint-Benoît, Girouard fuit d'abord vers Rigaud, puis à Coteau-du-Lac. En son absence, les troupes de Colborne, ainsi que des volontaires des villages avoisinants, saccagent et incendient le village de Saint-Benoît.
Renonçant à ses projets de fuite aux États-Unis, Girouard se livre finalement au colonel John Simpson. Il est incarcéré le 26 décembre 1837. En prison, il dessinae plusieurs portraits de patriotes, et prodigue des conseils juridiques à ses codétenus. Il tente notamment de convaincre les prisonniers de ne pas signer d'aveux en rapport avec leur participation à la rébellion. Malgré ses mises en garde, huit rebelles passent aux aveux et sont ensuite déportés aux Bermudes. Girouard demande, le 9 juillet 1838, de rejoindre les huit déportés par solidarité. On lui refuse cette demande, et il est libéré le 16 juillet. Trois mois plus tard, il est à nouveau incarcéré, pour être enfin libéré sans procès le 27 décembre 1838.

### Après la rébellion
À la suite de la rébellion, Girouard retourne à l'exercice de sa profession de notaire, à Saint-Benoît. En 1840, l'Acte d'union entre le Bas et le Haut-Canada est proclamé. Girouard reçoit en 1842 une invitation, de la part de Louis-Hippolyte Lafontaine, Charles Bagot et onze autres personnalités politiques de l'époque, à participer au gouvernement du Canada-Uni. Girouard refuse. Les fonctions offertes, soit commissaire des terres de la Couronne et membre du Conseil exécutif, sont alors confiées à Augustin-Norbert Morin. En février 1845, le Parlement du Canada-Uni adopte la Loi d'indemnisation pour le Bas-Canada. Pour ses pertes subies lors du sac de Saint-Benoît, Girouard obtient 3 996 $, alors que les pertes sont évaluées à 11 000 $.

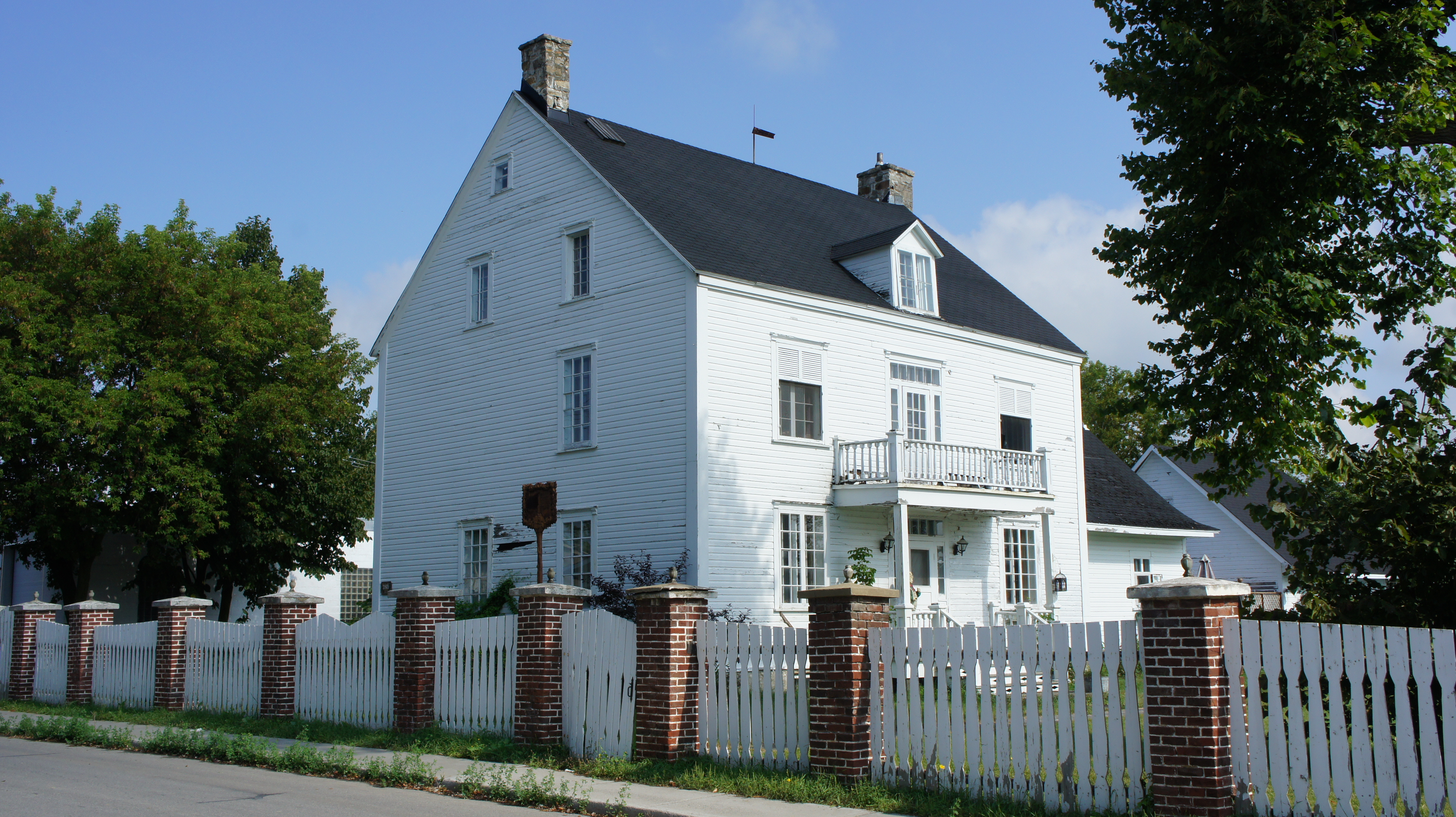
La Maison Jean-Joseph-Girouard, construite en 1840, est inscrite au répertoire des lieux patrimoniaux du Canada.

Après la mort de son épouse Marie-Louise, survenue le 2 avril 1847, il forme le projet de se servir de cette indemnité pour secourir les pauvres, et surtout les jeunes orphelins. Le 30 avril 1851, Girouard se remarie avec Émilie Berthelot, fille du notaire de Saint-Eustache Joseph-Amable Berthelot. Le 9 novembre 1854, le projet de Girouard se réalise avec l'inauguration à Saint-Benoît de l'Hospice d'Youville. L'œuvre ayant été confiée aux Sœurs grises, l'hospice est baptisé en l'honneur de leur fondatrice, Marguerite d'Youville. L'établissement coûte près du double de l'indemnité reçue par Girouard. Surnommé dorénavant « le père des pauvres », Girouard meurt le 18 septembre 1855. Il est inhumé dans la chapelle de l'Hospice d'Youville.

## Famille
Jean-Joseph Girouard est de descendance acadienne. Son ancêtre, François Girouard, s’établit en Acadie durant les années 1640. À la suite de la déportation des Acadiens, quelques descendants, dont Joseph Girouard, grand-père de Jean-Joseph Girouard, se réfugièrent à Québec. Le père de Jean-Joseph Girouard, aussi nommé Joseph, fut, pendant sa jeunesse, l'apprenti de Jean Baillairgé, maître menuisier. Il fut ensuite entrepreneur de construction navale à Québec. En 1793, il épousa dans cette ville Marie-Anne Baillargé, la plus jeune fille de Jean Baillairgé et la mère de Jean-Joseph Girouard. Le couple eut trois enfants: Angèle, Félicité et Jean-Joseph.